# Infamous: Second Son
Infamous: Second Son (стилизовано как inFAMOUS: Second Son, в русской локализации — «Infamous: Второй Сын») — компьютерная игра в жанре action-adventure с открытым миром, разработанная американской студией Sucker Punch Productions и изданная компанией Sony Computer Entertainment в марте 2014 года эксклюзивно для игровой консоли PlayStation 4. Игра является третьей в серии Infamous. Главным героем является Делсин Роу, обладающий сверхспособностями, которые он использует в бою и во время путешествий по Сиэтлу, который является местом действия событий Second Son. По ходу игры Делсин приобретает новые способности и становится либо героем, либо злодеем, поскольку выборы игрока влияют на сюжет, концовку и на сами силы.
Sucker Punch начали разрабатывать Second Son в 2010 году, поскольку разработчики и Sony решили вывести серию Infamous на новое поколение консолей. Игра считается разработчиками «новым стартом» серии, поскольку в этой части серии появился новый главный герой.
Infamous: Second Son получила положительные отзывы от критиков — основными её плюсами называли динамичный игровой процесс, визуальные эффекты и дизайн игрового мира. Критике подверглись система выборов игры, которую посчитали устаревшей и «бинарной», и повторяющиеся побочные задания. Сюжет также получил смешанные отзывы. Тем не менее, игра стала коммерчески успешной: за первые девять дней было продано более одного миллиона копий, что стало рекордом в серии Infamous.

## Игровой процесс
Infamous: Second Son представляет собой игру в жанре action-adventure от третьего лица с открытым миром. Игрок управляет Делсином Роу, который с помощью своих способностей и паркура может подниматься по вертикальным поверхностям, вроде высоких зданий. Делсин является «Проводником» и может использовать четыре способности: дым, неон, «видео» и бетон. С помощью этих сил, Делсин в бою может выполнять ближние атаки и стрелять снарядами из пальцев. Время от времени энергия способности может закончиться, и чтобы восполнить её, необходимо найти объект, связанный со способностью — например, если закончилась «дымовая» сила, нужно найти горящий предмет, вроде взорвавшегося транспорта. Делсин получает новые задания по мере прохождения сюжета игры, согласно которому он сражается против ДЕЗа, (Департамент Единой Защиты, англ. D. U. P., Department of Unified Protection). Каждый раз, когда Делсин получает задание, он должен уничтожить их отряды. В игре присутствуют специальные ящики с ядрами, с помощью которых игрок улучшает свою способность. Специальные летающие осколки, которые также нужны для улучшения способностей героя, разбросаны по всему городу. Расширяя набор сил Делсина, игроки становятся более мощными и сильными в бою.
В зависимости от решений игрока, Делсин может стать или героем, или же злодеем. Добрые поступки Делсина включают в себя исцеление гражданских лиц, нейтрализация торговцев наркотиками и прекращение подозрений со стороны полиции, а также нейтрализация противников вместо убийства. Злодейские поступки же это покушения на граждан и полицейских и убийства вместо нейтрализации. Несколько раз на протяжении всей истории Делсин будет оказываться в моментах, в которых надо сделать хороший или плохой поступок над определённым персонажем. Например, главному герою предстоит либо убедить Абигейл «Проныру» Уокер прекратить убивать наркоторговцев, либо, наоборот, поощрить её злодейские деяния. Выбор игрока влияет на миссии, сюжет и концовку. В бою Делсин может использовать свои силы, чтобы нейтрализовать врагов, или же убить их. Игрок также может открыть огонь по гражданам. Карма Делсина видна в логотипе, отображаемом на его куртке, которая показывает синюю (хорошую) или красную (злую) птицу, и в цвете суперсил. Выполняя злодейские действия и задания, постепенно меняется логотип, в котором «красная» птица доминирует над «синей», а выполняя геройские: «синяя» доминирует над «красной». Это визуальное представление уровня кармы Делсина, который увеличивается как зло или добро в зависимости от выбора. Меняется и цвет его куртки — если игрок играл за героя — куртка становится белой, если же игрок проходил за злодея — красной. От кармы Делсину открываются специальные улучшения, соответствующие его стилю. Череда добрых или злых поступков заполняет шкалу сверхспособности, которая открывает специальный завершающий удар в бою.
После прохождения сюжетной линии игроки могут свободно исследовать Сиэтл и выполнять такие задания, как рисование граффити, нейтрализация (или убийство, если игрок играет за злодея) секретных агентов ДЕЗа, замаскированных под граждан, или сбор аудиодневников, в которых рассказывается история департамента и их главного командира, Августины Брук. Город разделён на районы, которые контролируются ДЕЗом, но Делсин может постепенно освободить каждый район. Когда контроль ДЕЗа над округом упадёт ниже 30 %, Делсин вступает в районную битву, в которой надо устранить волну солдат.

## Сюжет

### Сеттинг и персонажи
Действие игры происходит в 2018 году, через семь лет после Infamous 2, где главным героем был Коул Макграт. Предыдущая часть закончилась тем, что Коул пожертвовал собой, чтобы вылечить человечество от Лучевой Чумы и уничтожить Зверя. Коул использовал луч Ингибитора, который убивает его и других Проводников. После тех событий, Правительство США создаёт ДЕЗ, чтобы выследить и захватить оставшихся в мире Проводников, которых называют «биотеррористами». Главным героем в этот раз является Делсин Роу (Трой Бейкер), 24-летний художник граффити и член индейского племени «акомиш». Делсин имеет уникальную способность Проводника, которая позволяет ему поглощать силы других ему подобных персонажей. Его брат Реджи (Трэвис Уиллингэм) является местным шерифом и часто арестовывает Делсина за его акты вандализма. Оба являются акомишами, территория которых находится на берегу залива Салмон-Бэй, штат Вашингтон. Главным антагонистом игры является Августина Брук (Кристин Данфорд), директор Департамента Единой Защиты и Проводник, использующий в качестве своей силы бетон. Её действия в резервации племени вынудили Делсина и Реджи отправиться в Сиэтл, который в настоящее время находится под контролем ДЕЗа. В дальнейшем Делсину предстоит встретиться с тремя другими Проводниками: Генри «Хэнк» Дотри (Дэвид Штейнбора), который владеет «дымовой» способностью, Абигейл «Проныра» Уокер (Лора Бэйли), бывшая наркоманка и убившая под наркотиками своего брата с помощью неона, и Юджин Симс (Алекс Уолш), геймер, владеющий «видео»-способностью.

### История
После того, как Реджи Роу ловит Делсина, разрисовавшего рекламный щит, их разговор прерывается аварией военного грузовика возле резервации Акомиш, перевозящий трёх заключённых-Проводников. Двое из Проводников сбегают, а Делсину удаётся вытащить и спасти из-под обломков машины третьего, Хэнка. Но когда Делсин его спасает, он хватает Хэнка за руку и поглощает его силу. Потрясённый и испуганный Делсин преследует Проводника, пытаясь выяснить, что произошло и как контролировать силы. Однако обоих героев ловит Августина Брук. Она заключает Хэнка в бетон и начинает допрашивать Делсина, подозревая, что тот что-то скрывает от неё. Игрок может выбрать два варианта завершения допроса: либо рассказать правду о том, что Делсин Проводник, либо ничего не говорить и пожертвовать другими членами племени Акомиш. Несмотря на это, выбор игрока Августина игнорирует, и она оглушает Делсина и всех других акомишей.
Делсин просыпается неделю спустя и обнаруживает, что Августина пытала всех членов племени, чтобы получить хоть какую-то информацию о нём. В итоге она оставила их умирать от бетонных осколков, крепко закреплённых в их телах. Больше всего досталось Бетти (Карен Остин), лидеру племени. Реджи, который остался невредимым, узнаёт, что единственный способ излечить племя и убрать бетон — получить «бетонную» способность. Делсин понимает, что может поглощать силы других Проводников, и решает отправиться в Сиэтл, чтобы поглотить силы Августины и спасти акомишей. Реджи будет сопровождать, помогать и следить за ним. Когда они приезжают в Сиэтл, оказывается, что город полностью контролируется ДЕЗом, чтобы найти других сбежавших Проводников. С помощью своего брата и своих способностей, Делсин сражается с силами ДЕЗа и поглощает специальные контейнеры с осколками, чтобы развивать и улучшать свои силы. Позже он встречает двух других сбежавших Проводников, Проныру и Юджина, и поглощает их силы. После битв с ними, Делсин спас их от ареста Реджи, который сначала считал их «сбродом», а также делает их своими союзниками, склоняя их к добру, или ко злу, в зависимости от решения игрока.
Обладая уже тремя способностями, Делсин сталкивается с Хэнком, который снова сбежал от Августины (первоначально Делсин думал, что она убила Хэнка). Хэнк говорит ему, что Проныру и Юджина взяла в плен Августина и держит их в бетоне на острове Пьюджет-Саунд. Однако ситуация оказывается ловушкой, и она ловит Делсина, но его спасает Реджи с помощью гранатомёта. Во время спасения Юджина и Проныры, Августина сковывает Реджи в бетон и сбрасывает его с платформы. Несмотря на попытки Делсина спасти своего брата, Реджи понимает, что он не сможет его спасти и просит отпустить его. В итоге Делсин отпускает его, и Реджи падает, сказав, что гордится своим братом. Разозлённый и обезумевший от гнева и горя Делсин поднимается на платформу и сражается с Августиной, тем самым разрушив весь остров.
После сражения, Августина сбегает в свою штаб-квартиру ДЕЗа. Тем временем, Делсин выслеживает Хэнка в порту, где тот убегает от сил ДЕЗа. Хэнк просит прощения у Делсина, рассказав, что он работал с Августиной из-за возможного причинения вреда его дочери. После диалога, игроку даётся выбор: либо пощадить Хэнка и позволить ему сбежать из Сиэтла со своей дочкой, либо прикончить его. После этого выбора, Делсин, вместе с Пронырой и Юджином, нападает на штаб-квартиру ДЕЗа. Как только Делсин проламывает крышу, он встречает Августину и вступает в схватку. После битвы с ней, Августина по своей воле даёт Делсину возможность поглотить её силы — сам Делсин выясняет, что именно она организовала побег Проводников, и чтобы их найти, она создала ДЕЗ. В итоге Делсин побеждает Августину с помощью её же способностей.
Если Делсин на протяжении всей игры был героем, он не убивает Августину, а раскрывает все её преступления миру. Её арестовывают, и ДЕЗ распускается. Делсин, Юджин и Проныра убеждают людей, что они будут мирными. Все Проводники освобождены, и теперь они сами могут выбирать своё будущее. После сражения Делсин возвращается домой и исцеляет членов своего племени, а затем подходит к рекламному щиту, с которого началась игра, и рисует на нём своего брата Реджи.
Если Делсин был злодеем, он убивает Августину и берёт под свой контроль Сиэтл, вместе с Юджином и Пронырой. Он освобождает всех Проводников и поглощает их силы. Когда Делсин возвращается домой, его встречает прикованная к инвалидному креслу Бетти, которая изгоняет его из племени за все его злодеяния, и опозоренную честь своих близких, включая предков и Реджи. Потрясённый и разгневанный Делсин разрушает дом с племенем, тем самым убивая всех, кто находился там.

## Разработка

### Задумка и участие в создании PlayStation 4
Sucker Punch Productions приступили к созданию Infamous: Second Son в тот момент, когда PlayStation 4 ещё была на разработке. Закончив работу над дополнением Infamous: Festival of Blood, студия сразу же начала разрабатывать новую часть в серии Infamous, рабочее название которой было Infamous 3. Ещё в 2010 году Sucker Punch и Sony начали обсуждать идею продолжения серии на новой платформе.
Sucker Punch активно общались с ведущим системным архитектором PlayStation 4 Марком Серни, который несколько раз посещал студию. Они часто обсуждали про то, сколько памяти и времени потребуется новой системе PlayStation для визуализации их открытого мира и насколько быстро она сможет это сделать. «У нас был некоторый опыт, который оказался полезен для нашей команды, когда мы планировали некоторые аспекты аппаратного дизайна», — объяснил продюсер Брайан Флеминг. Он заметил, что во время разработки PlayStation 4 был большой уровень интерактивности между дизайнерами системы и разработчиками игр.
Sucker Punch предлагали улучшения, которые они хотели бы видеть на геймпаде DualShock 4. Дизайнер игры, Джейми Гриземер, отправился в штаб-квартиру Sony в Японии, чтобы обсудить нововведения. Таким образом, благодаря Sucker Punch появилась сенсорная панель на геймпаде (с помощью сенсорной панели игрок эмулирует сканер отпечатков пальцев).
Предполагалось, что Infamous: Second Son в полной мере использует аппаратное обеспечение будущей консоли, и не будет портироваться на PlayStation 3. Аппаратное обеспечение PS4 позволило разработчикам улучшить систему частиц, которая более ясно и детализировано освещает лицо Делсина, пока тот заряжает неоновую способность из рекламных щитов и добавляет ещё более чёткие отражения в игровом мире. Увеличенная память консоли позволила Sucker Punch визуализировать текстуры с более высоким расширением и точностью. Студия также заметила, что упрощённый интерфейс PS4 настолько прост в работе, что они смогли достичь очень высокого графического качества.
Над игрой работало больше 110 разработчиков, число которых считалось небольшим. Нейт Фокс, главный геймдизайнер Infamous: Second Son, считал, что работа с небольшой командой требует определённого видения игры. Иногда вовремя разработки возникали идеи, которые должны были быть выброшены за несоответствие оригинальному видению. «Мы убиваем Sucker Punch. Это непросто, это необходимо», — говорил Фокс. Игра отображается в 1080p со скоростью 30 кадров в секунду.

### Дизайн
Sucker Punch решили перенести действие игры в родной для студии Сиэтл, захотев извлечь своего личного опыта в дизайне и проектировании открытого мира. На ранней стадии разработки Second Son, когда разработчики обсуждали, где будет происходить действие игры, Сиэтл был наиболее положительно оценён. Флеминг говорил, что до Second Son Сиэтл не был показан во многих играх, поэтому он не будет «раздут». Он также чувствовал, что погода города и архитектура сделают его интересным. Команда провела исследовательские работы в близлежащих лесах Сиэтла с аудио и видеооборудованием для записи местной флоры и щебечущих звуков странствующих дроздов. Достопримечательности города, вроде Спейс-Нидла, являются главной особенностью игры. Разработчики также лицензировали логотипы и вывески предприятий. Гриземер назвал игровой мир Second Son «абстракцией» Сиэтла, а не воссозданием, потому что карта не соответствовала геймплею игры, и требовал от команды внесения необходимых изменений. Разработчики хотели тематически исследовать наследие индейских племён Тихоокеанского Север-Запада Сиэтла в игре.
Дизайнеры использовали специальные графические ползунки в своём игровом движке для определения количества воды в лужах, находящиеся на улицах. Как и в настоящем Сиэтле, дождь в игре идёт чаще всего. Световые эффекты (вроде неонового света) вместе с отражениями помогают принести ясность в тёмную и дождливую атмосферу Сиэтла. Благодаря переходу на PS4, Sucker Punch смогли сделать более живой и детализированный открытый мир, в отличие от предыдущих игр серии. «Вы лучше почувствуете город. Вы можете видеть большее.» — сказал Гриземер.
После того, как разработчики решили делать игру в Сиэтле, они также стали думать о способностях, которыми будет обладать Делсин. В город добавили неоновое освещение, чтобы улицы Сиэтла выглядели «более красивыми», и впоследствии разработчики решили сделать неон одной из способностей Делсина, а неоновые вывески — источником энергии. Режиссёр анимации Билли Харпер говорил, что «дымовую» способность Делсина было очень сложно спроектировать, потому что Sucker Punch хотели, чтобы силы выглядели более реалистично, чем в других играх серии. Нейт Фокс считал, что дым помогает Делсину ловко перемещаться по игровому миру, позволяя ему проходить сквозь людей и врагов. Гриземер (он работал с компанией Bungie, разработавшая над серией игр Halo) хотел довести Second Son до максимальной реалистичности. Sucker Punch пересмотрели схему управления предыдущих игр серии и «удалила часть сложности, которая мешала людям играть».
Гриземер заявил, что во всех играх серии была идея «современных элементарных сил», взятых из игрового мира. Продюсер Брайан Флеминг заметил, что графические элементы помогают информировать игроков о количестве энергии, которой обладает Делсин. «Эта игра о суперсилах, поэтому для нас важно то, как выглядят эффекты» — объяснил продюсер. Фокс считал, что сходство игрового мира с Сиэтлом помогло суперсилам выглядеть реалистично.

### Создание и развитие персонажей
Завязка Second Son построена на финале Infamous 2, в котором Коул Макграт жертвует собой, чтобы спасти человечество. Исследование трофеев в PlayStation Network показало, что 78 % игроков выбрали именно эту концовку. Поэтому создатели решили создать нового главного героя с нуля. «Переходя к созданию Second Son, мы сказали: „Хорошо, Коул мёртв. Люди выбрали именно этот финал. Давайте сделаем нового героя.“» — объяснил Фокс. Гриземер чувствовал, что создание нового героя для PS4 означало новую главу в серии, и что отход от истории предыдущих игр поможет им достичь новой аудитории. «Нам нужна была новая глава в серии. Делсин Роу — первый шаг для неё.» — пояснил он. Идея отойти от истории Коула возникла вовремя совещаний разработчиков и была подтверждена как внутри компании, так и с Sony Computer Entertainment. «Это будет новое оборудование, новая платформа, новая игра, и у нас будет новая аудитория.» — описал свои чувства Гриземер.
Наследие коренных американцев Делсина произошло от исследований разработчиков Тихоокеанского Северо-Запада, где проживает большое количество индейцев. Делсин носит красную шапку, которую носил Билли Харпер в студии. Характер главного героя был взят у местного уличного художника. Харпер считал Делсина персонажем, «полным безрассудной самоотдачи», подметив, что он может прыгнуть со скалы, когда получит свои способности.
Специальное оборудование для motion capture в студии было от Digital Domain. Фокс помогал руководить выступлениями актёров, но понял, что они не нуждаются в помощи своих ролей. «Вы должны дать им понять, что вам нужно на сцене» — пояснил он. Флеминг считал, что технология захвата движения добавляет аутентичности персонажам. «Возможность захвата с [Делсина] лица — это большое дело.» — сказал Флеминг.
Большинство NPC, населяющих игровой мир, также были сделаны с помощью захвата движения. Разработчики связались с кастинг-агентством и спросили у своих друзей, хотели бы они появиться в качестве NPC в игре. За три дня пришло более 75 человек. Их посадили на стулья и велели не двигаться и улыбаться, чтобы специальная цифровая камера высокой чёткости запечатлела 3D-модель их лиц. Камера посылала стробоскопические узоры для захвата объёма и формы каждого лица. 360-градусная установка захватила движущиеся тела актёров. Также использовались манекены, чтобы помочь захватить различные стили одежды. Данные, собранные с камер, использовались дизайнерами для визуализации цифровых моделей, каждая из которых состояла примерно из 1,4 миллиона полигонов. Чтобы отобразить модели в игре, данные были сжаты путём уменьшения количества полигонов.

## Анонс и выпуск
20 февраля 2013 года Sony провела конференцию в Нью-Йорке, на которой была анонсирована PlayStation 4. Нейт Фокс появился на сцене во время конференции и рассказал о своём участии в антиглобалистком протесте в Сиэтле в 1999 году. Он анонсировал Infamous: Second Son и показал дебютный трейлер, в котором появился новый главный герой. Демоверсия игры была продемонстрирована на E3 2013. На этой конференции назвали дату выхода Second Son — 21 марта 2014 года. 25 февраля 2014 года игра «пошла на золото».
8 марта стало известно, что количество предзаказов Second Son превзошло аналогичный показатель у The Last of Us в Великобритании. Были выпущены две версии игры: предзаказ обычной игры, и предзаказ игры с дополнением «Наследие Коула», в котором объясняется связь сюжетов Infamous 2 и Infamous: Second Son. Коллекционное издание игры включает в себя восемь значков с жилета Делсина, его шапочку и эксклюзивный игровой жилет. В Италии за предзаказ физической копии игрок получал светящиеся в темноте презервативы и две банки «Red Bull». В сентябре 2017 года Second Son стала временно бесплатной игрой месяца на PlayStation 4, доступной по подписке PlayStation Plus, а в марте 2021-го игра пополнила библиотеку видеостримингового сервиса PlayStation Now.

### Загружаемый контент
Paper Trail (англ. Бумажный след) — бесплатное DLC с функциями «дополненной реальности». История разделена на шесть частей, и в ней рассказывается о маленькой девочке Челии, обладающей «бумажной» способностью. Каждая часть выходила с 28 марта каждую пятницу. Выпуск заключительной части состоялся 25 апреля 2014 года. С 16 декабря 2018 года функции «дополненной реальности» к DLC были отключены.
На E3 2014 года было анонсировано DLC, позиционирующееся как отдельная игра — Infamous: First Light. Выход игры состоялся 26 августа 2014 года. В First Light игрок управляет Абигейл «Пронырой» Уокер, обладающей «неоновой» способностью. Действия этого дополнения происходят до событий оригинала. В отличие от Second Son, First Light получил смешанные отзывы.

## Отзывы критиков
| Сводный рейтинг       | Сводный рейтинг |
| Агрегатор             | Оценка          |
| --------------------- | --------------- |
| GameRankings          | 80,57 %         |
| Metacritic            | 80/100          |
| Иноязычные издания    |                 |
| Издание               | Оценка          |
| CVG                   | 7/10            |
| Destructoid           | 9,5/10          |
| Edge                  | 7/10            |
| Eurogamer             | 7/10            |
| Game Informer         | 8,5/10          |
| GameSpot              | 8/10            |
| IGN                   | 8,7/10          |
| Joystiq               | [ 62 ]          |
| Polygon               | 8,5/10          |
| Русскоязычные издания |                 |
| Издание               | Оценка          |
| 3DNews                | 8/10            |
| Absolute Games        | 75 %            |
| PlayGround.ru         | 8,3/10          |
| Riot Pixels           | 70 %            |
| «Игромания»           | 9/10            |
| «Игры Mail.ru»        | 9/10            |
| «Канобу»              | 8/10            |

Infamous: Second Son получил «в целом благоприятные» отзывы согласно сайту-агрегатору Metacritic, оценка которого составляет 80 баллов.
Винс Иньенито из IGN наиболее высоко отозвался о визуальных эффектах, а также об открытом мире, назвав его «красивым и разнообразным». Том Мак Ши из Gamespot также назвал визуальные эффекты «невероятными». Оли Уэлш из Eurogamer похвалил художественное направление игрового Сиэтла и частоту кадров. Дэвид Мейклхэм из PlayStation Official Magazine писал, что несмотря на хорошую графику высокой чёткости, иногда во время крупных схваток с противниками случаются провалы FPS. Тамур Хусейн из журнала Computer and Video Games высоко оценил графику и систему освещения: «[Игра] красочная, богатая всякими мелкими деталями и имеющаяся лучшие визуальные эффекты, которые мы видели на консолях» — написал он.
Мак Ши назвал бои сбалансированными и похвалил ловкость и силы Делсина. Крис Картер из Destructoid считал простоту боёв главной особенностью Second Son. Edge были в восторге от открытого мира, отметив, что как только Делсин получил способности и добрался до Сиэтла, игра стала очень весёлой даже несмотря на «неряшливый» паркур. Они чувствовали, что враги были умными, сделав бои весьма сложными, и назвали миссии «хорошо продуманными». Иньенито из IGN любил использовать силы Делсина в бою и называл каждую способность «достаточно сильной». Он также заявил, что улучшения способностей Делсина делают бои «свежими». Филипп Коллар из Polygon предпочитал использовать «неоновую» способность, но похвалил баланс и разнообразие сил. Он также назвал бои «чертовски весёлыми». Оли Уэлш из Eurogamer назвал сражения «несовершенными, но забавными».
Крис Картер из Destructoid назвал Делсина Роу более интересным персонажем, чем «деревянный» Коул Макграт. Винс Иньенито из IGN посчитал, что Делсин был отличным героем из-за химии со своим братом Реджи. Он также назвал игру Троя Бейкера «[проникнутым] очарованием». Критике же он подверг «недостаточно раскрытых» второстепенных персонажей, вроде Проныры, а повествование слишком простым. Журнал Edge заявил, что персонажи действовали хорошо, несмотря на клише. Том Мак Ши из Gamespot же назвал Делсина раздражающим героем, также заметив, что игровой процесс был более интересным, чем он и его история. Филипп Коллар из Polygon остался разочарован повествованием, несмотря на хорошо прописанных персонажей. Редакция журнала «Игромания» в январе 2015 года включила Делсина в свой список лучших персонажей 2014 года, охарактеризовав его как «одного из неоднозначных персонажей и главного борца за свободу года», и расположила его на девятом месте топа «самых сексуальных героев года».
Edge и Eurogamer подвергли критике систему выборов, потому что, по их мнению, она недостаточно влияет на сюжет. Винс Иньенито назвал выборы «устаревшими», и почувствовал, что принятие плохих решений радикально изменяет характер Делсина. Он также заявил, что система выборов является избыточной, потому что Делсин придерживался или хорошего, или злого стиля игры, вместо того, чтобы пересекаться между ними. Мак Ши из GameSpot сказал, что система выборов была слишком «бинарной», потому что не было «моральной зоны» между добра и зла. Коллар из Polygon поддержал Мак Ши, также назвав систему выборов «бинарной», добавив, что дилеммы были слишком поляризованы между добром и злом. Единственным, кто похвалил систему выборов — Дэнни Коуэн из Joystiq, назвав её хорошо сбалансированной.
Том Мак Ши из Gamespot описал игровой Сиэтл как «игровую площадку для всех, чтобы сходить с ума». Тамур Хуссейн из CVG назвал Сиэтл пустым, с редко меняющимися NPC, ведущие себя очень неестественно. Он также отметил безжизненность игрового мира и в отрицательном ключе сравнил Second Son с Grand Theft Auto V, Sleeping Dogs и Assassin’s Creed IV: Black Flag, которые, по его мнению, были более живыми и открытыми. Eurogamer заявил, что Second Son не ввела никаких новшеств в жанр открытого мира. Филипп Коллар из Polygon чувствовал, что достаточного разнообразия в миссиях и действиях не было, поскольку «все задания — это достижение какой-либо цели и избиение большого количества солдат и головорезов». Edge отметили малое количество контента и повторяющиеся побочные задания. Крис Картер из Destructoid же назвал количество разнообразного контента достаточным, а также он наслаждался сбором осколков для улучшения сил и освобождением города.

### Продажи
Продажи Infamous: Second Son за первые девять дней составили больше одного миллиона копий, что делает Second Son одной из самых продаваемых игр на PlayStation 4, а также самой распродаваемой игрой в серии. Игра заняла первую строчку британского чарта, обойдя Titanfall и Metal Gear Solid V: Ground Zeroes, и отстояла её на следующей неделе. По состоянию на июнь 2019 года, общее количество проданных копий составляет шесть миллионов.